# Park Narodowy Tiveden

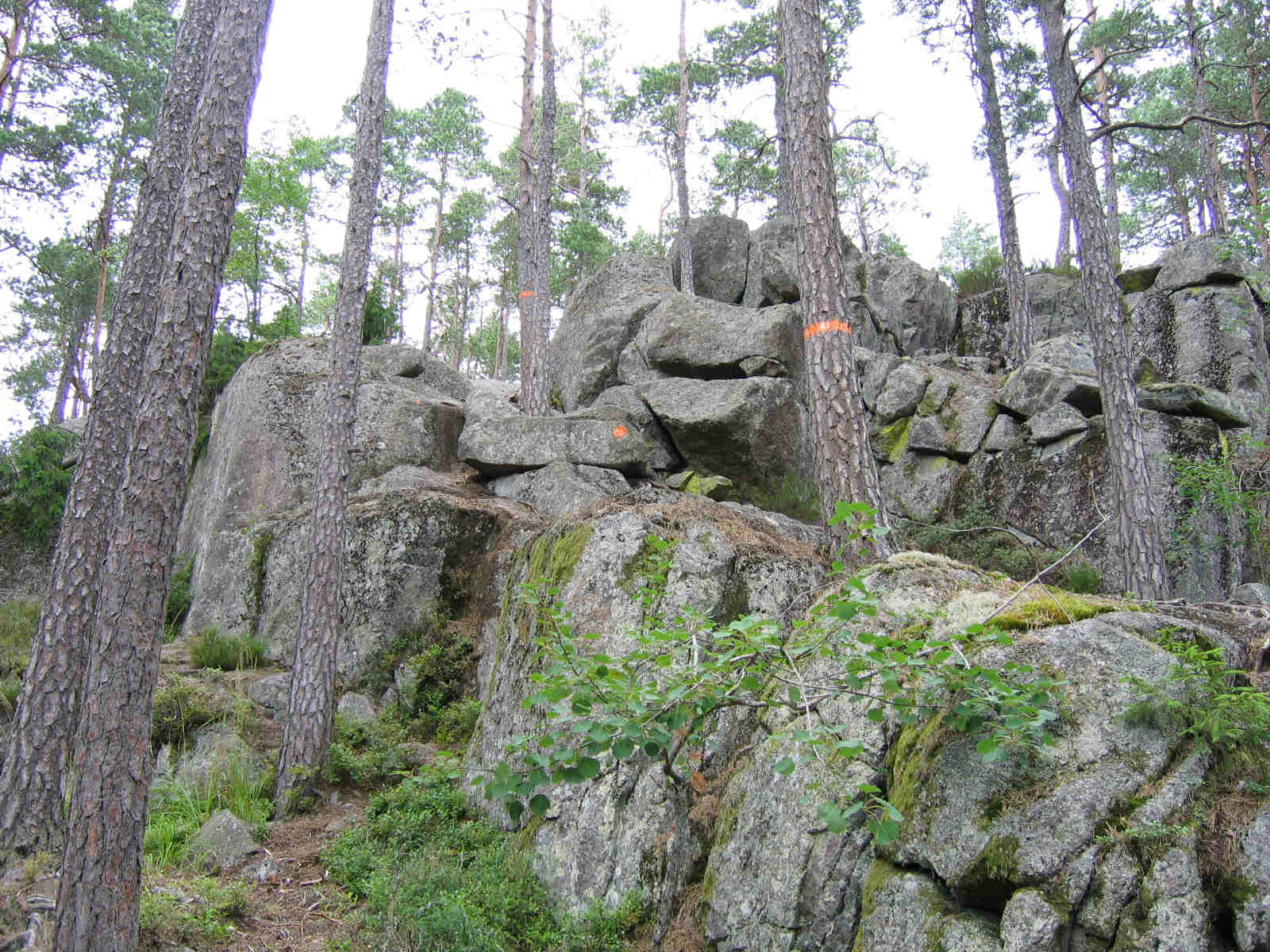
Wzgórze Trollkyrka na terenie parku

Park Narodowy Tiveden (szw. Tivedens nationalpark) – park narodowy w Szwecji, położony na terenie gmin Karlsborg w regionie Västra Götaland i Laxå, w regionie Örebro. Został utworzony w 1983 w celu ochrony starego boru sosnowego rosnącego między jeziorami Wener i Wetter. Las ten, leżący na pagórkowatym, pełnym głazów narzutowych terenie, z licznymi dolinami jest jednym z nielicznych dzikich terenów w południowej Szwecji.
Na terenie parku znajduje się kilka jaskiń, z których najsłynniejsza to Stenkälla, która w przeszłości była miejscem składania ofiar.
Spośród zwierząt najciekawszym gatunkiem jest głuszec (Tetrao urogallus), którego niewielka populacja zamieszkuje las na terenie parku.
Chronione jest także dziedzictwo historyczne – na terenie lasu Tiveden król szwedzki Karol VIII Knutsson Bonde stoczył bitwę z wojskami duńskimi. Na wzgórzu Trollkyrkobergen w XVII wieku spotykali się wyznawcy kościołów niezależnych od szwedzkiego kościoła luterańskiego.
Na terenie parku wytyczono 25 km szlaków turystycznych. W Stenkällegården znajduje się punkt informacyjny, restauracja oraz miejsca noclegowe dla turystów.